# Ngahue Reserve
El Ngahue Reserve es un estadio multiusos utilizado principalmente para partidos de fútbol ubicado en Auckland, Nueva Zelanda.

## Historia
Fue inaugurado en 2014 y en él se ubican las oficinas centrales de la Confederación de Fútbol de Oceanía, siendo utilizado actualmente como sede de entrenamiento del Eastern Suburbs AFC.
El estadio es de césped artificial y fue la sede de la Liga de Campeones de la OFC 2022.